# Лифу
Лифу (фр. Île de Lifou) — крупнейший остров в группе Луайоте в Тихом океане. Является частью Новой Каледонии. Административно входит в состав коммуны Лифу провинции Луайоте.

## География

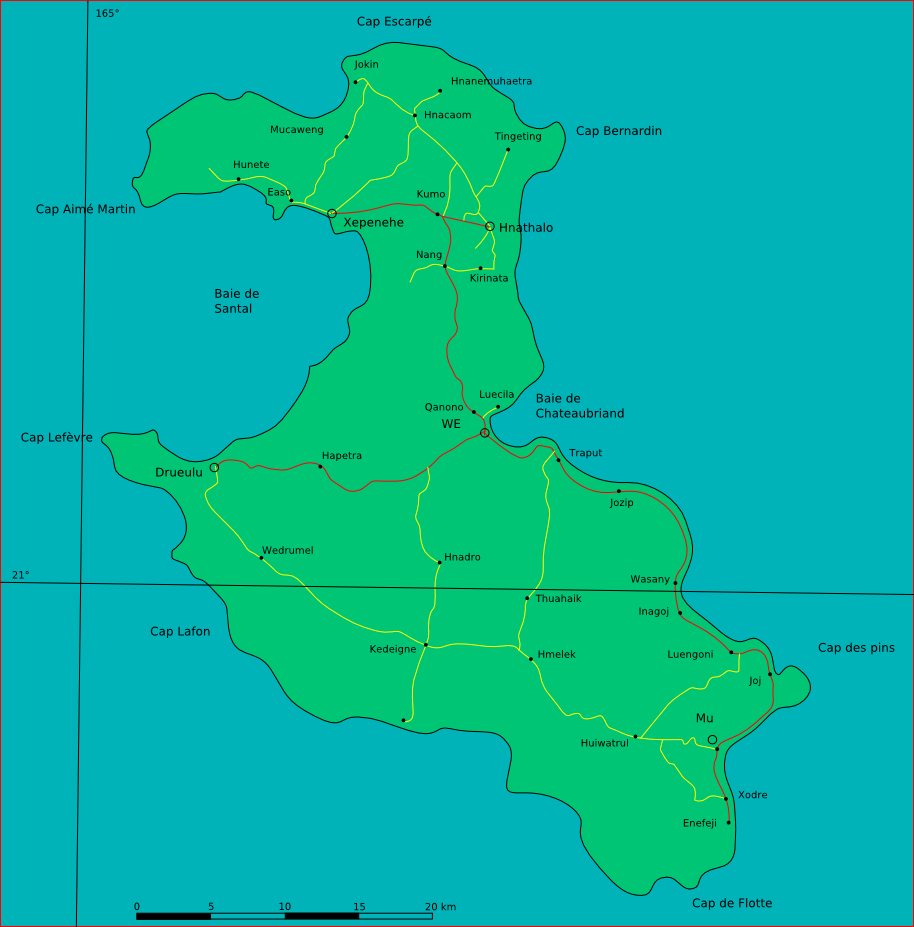
Карта острова Лифу

В прошлом Лифу был коралловым атоллом, являвшимся частью погружённого под воду вулкана. Примерно 2 млн лет назад поверхность острова поднялась до современного уровня.
Остров имеет неправильную форму. Длина Лифу составляет около 81 км, ширина колеблется от 16 до 24 км. Остров плоский, на нём отсутствуют холмы и реки.
Центральная часть Лифу представляет собой плато, покрытое густой растительностью. В южной части острова находится большое количество пещер. В западной части Лифу расположена Сандаловая бухта, названная в честь торговцев сандалом на острове.

## История
Остров Лифу был открыт французским путешественником Дюмон-Дюрвилем в 1827 году. Впоследствии на острове появились католические и протестантские миссионеры. В XIX веке на Лифу процветала торговля сандалом, а также работорговля. В 1864 году остров был аннексирован Францией.

## Население
Основным поселением острова является деревня Ве (We), административный и коммерческий центр провинции Лифу. В 2019 году численность населения острова составляла 9195 человек, которые проживают в трёх племенных округах: Ветр (Wetr), Лосси (Lösi) и Гаитча (Gaïça).
Коренным языком местных жителей является язык деху.

## Экономика
Туризм — главная сфера индустрии Лифу. Основными экспортными товарами являются копра, ваниль, сахарный тростник, каучук.

## Галерея

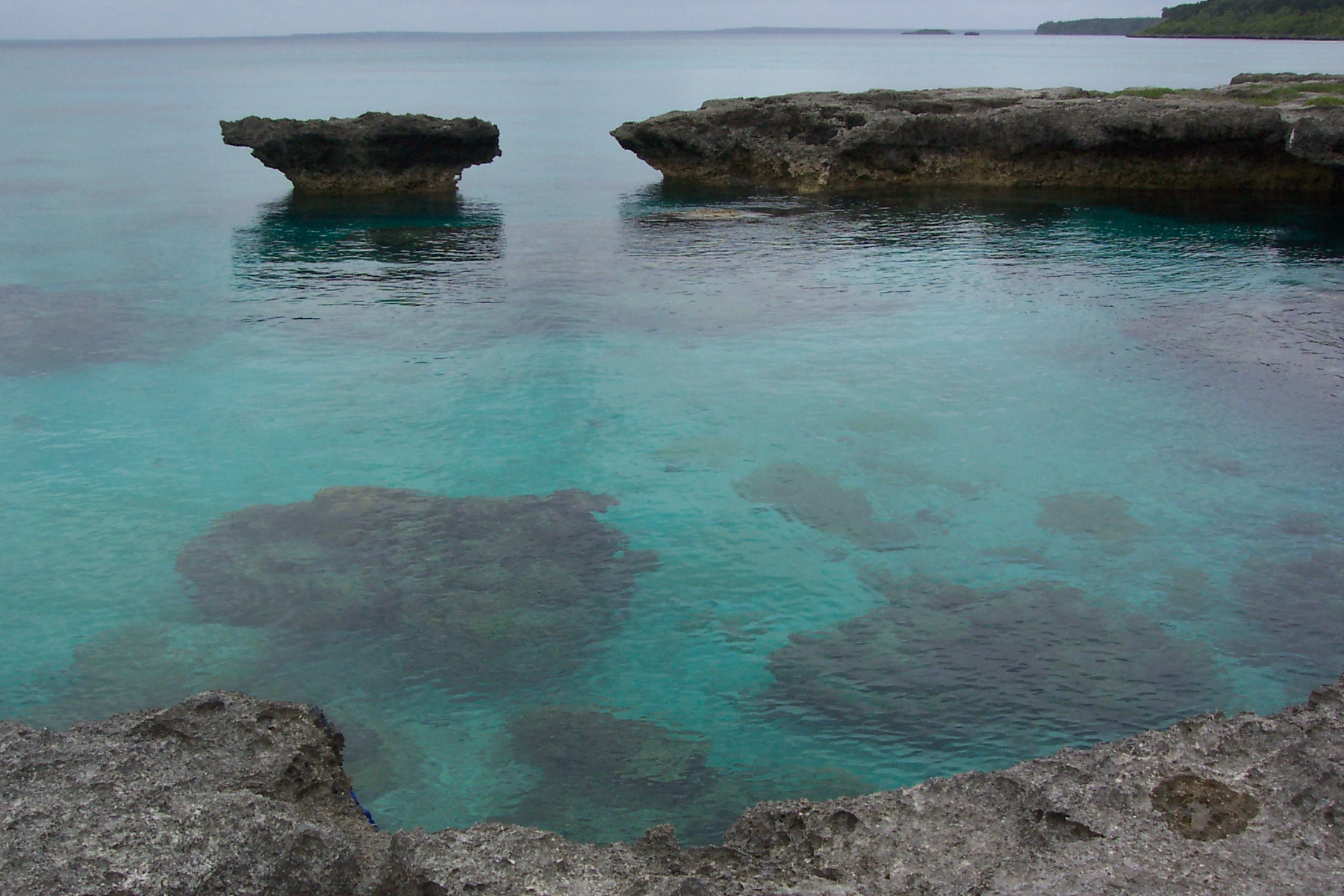
Кораллы острова Лифу.
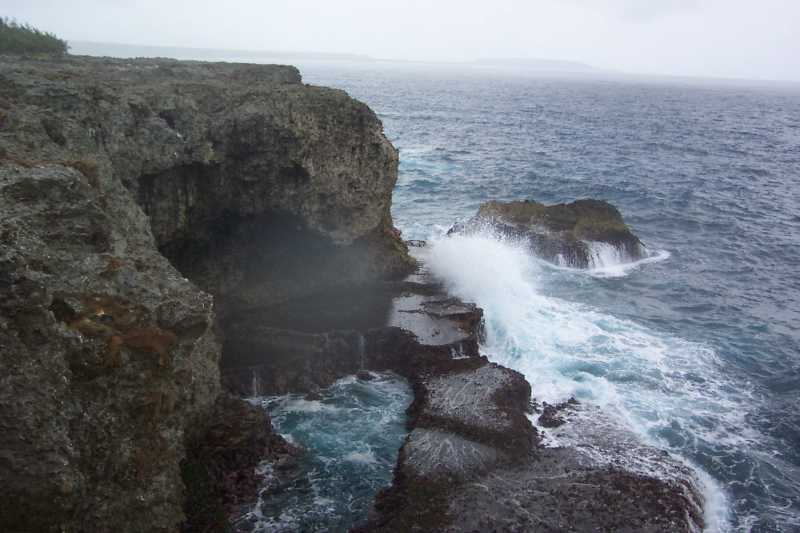
Побережье острова.
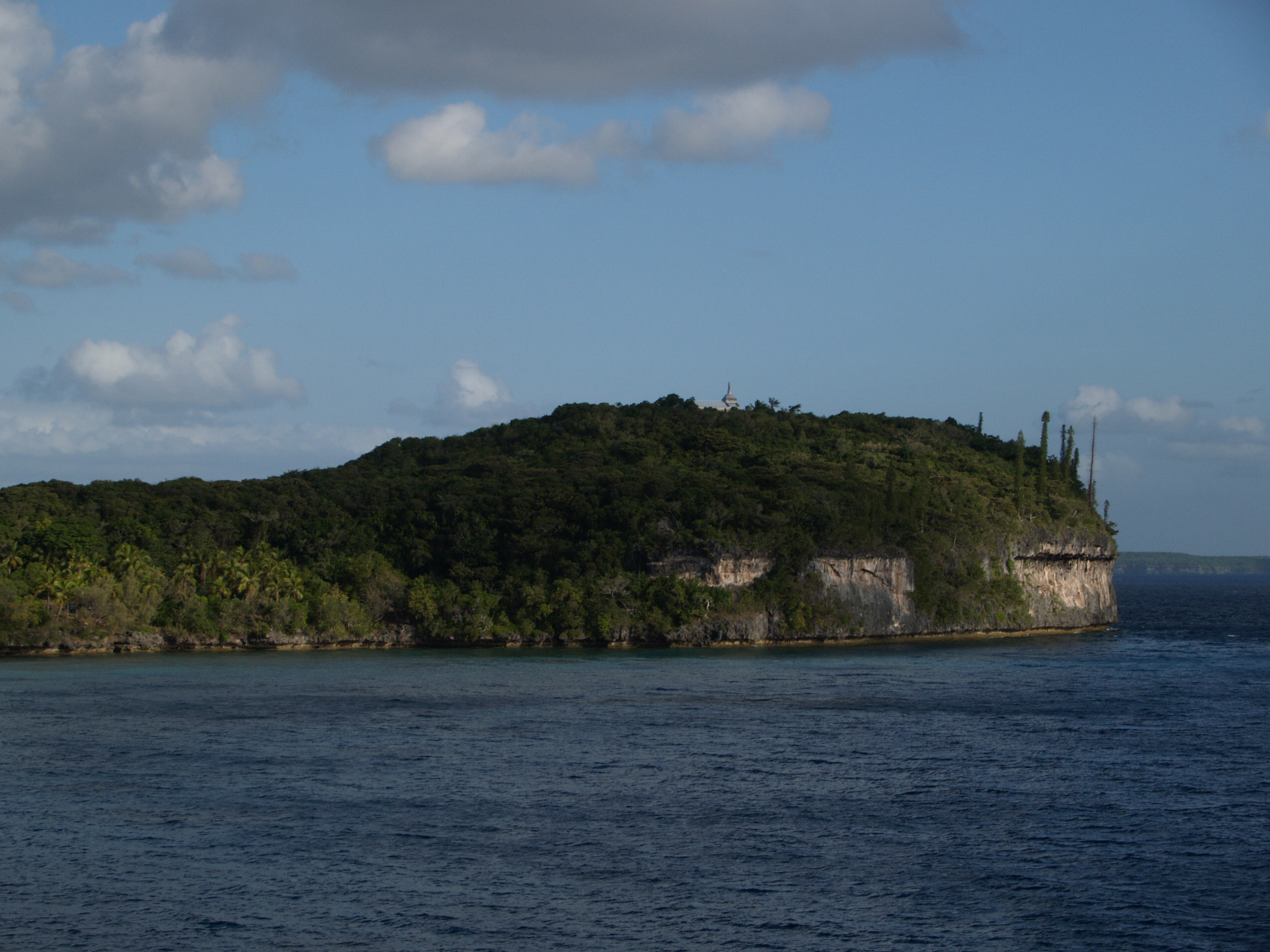
Берег острова.